# San Antonio (El Salvador)
San Antonio é um município localizado no departamento de San Miguel, em El Salvador.